# Minebea
Die Minebea K.K. (jap. ミネベア株式会社, Minebea Kabushiki kaisha; engl. Minebea Co., Ltd) ist ein japanisches Unternehmen und ein weltweit tätiger Konzern mit Sitz in Miyota, Präfektur Nagano und einer Zweitzentrale in Meguro, Präfektur Tokio. Im Januar 2017 erfolgte der Zusammenschluss mit Mitsumi Electric zu MinebeaMitsumi.

## Minebea
Minebea wurde 1951 in Tokio gegründet und war zu dieser Zeit der erste auf die Produktion von Miniatur-Kugellagern spezialisierte Hersteller. Heute ist Minebea der größte Miniatur-Kugellagerhersteller der Welt. Diese Produktpalette wurde ergänzt um elektrotechnische Artikel wie Messgeräte, Tastaturen, Lautsprecher, Elektromotoren, Touchdisplays und Lüfter. Unter anderem werden Spindelmotoren entwickelt, die in Festplatten zum Einsatz kommen.
Mittlerweile befindet sich die Konzernzentrale in Nagano.
Das Unternehmen stellt außerdem Waffen her. Von 1961 bis in die 1990er Jahre wurden 133.400 Revolver des Typs New Nambu M60 gefertigt. Seit den 1990er Jahren wird die Minebea PM-9 hergestellt. Es ist eine kompakte Maschinenpistole, die auf der israelischen Uzi basiert. Die Handfeuerwaffe „Minebea P9“ ist eine Lizenzfertigung der SIG P220 des Unternehmens J. P. Sauer & Sohn.
Minebea betreibt 30 Produktions- und Entwicklungsstätten in Japan, China, Deutschland, Großbritannien, Malaysia, Singapur, der Slowakei, in Thailand, Tschechien und den USA.

## MinebeaMitsumi Technology Center Europe GmbH in Villingen-Schwenningen

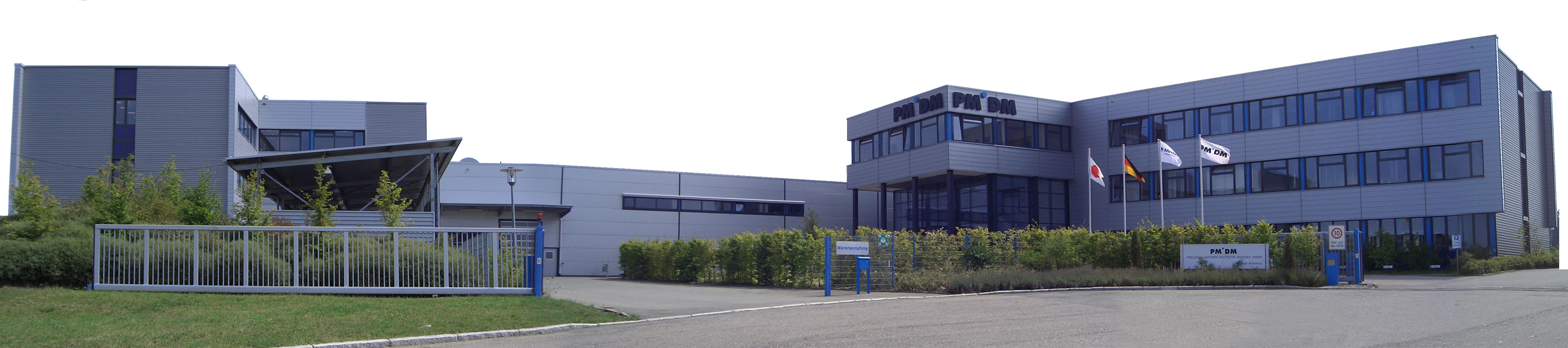
MinebeaMitsumi Technology Center Europe GmbH in Villingen-Schwenningen (Abk. MTCE, Europa HQ)

Die Spindelmotoren für Festplattenlaufwerke werden im japanischen Karuizawa sowie im baden-württembergischen Villingen-Schwenningen entwickelt. Die dort ansässige MinebeaMitsumi Technology Center Europe GmbH ist das Motorenentwicklungszentrum von Minebea. Hier werden außer Spindelmotoren auch elektronisch kommutierte Gleichstrommotoren und Lüfter entwickelt.
Am 1. Februar 1991 wurde die MinebeaMitsumi Technology Center Europe GmbH unter der Firma Precision Motors Deutsche Minebea GmbH (PM DM) als Joint Venture zwischen den Unternehmen Papst KG in Deutschland (damals führender Hersteller für Spindelmotorentechnologie) und der Minebea Co. Ltd. in Japan (führender Hersteller von Miniaturkugellagern) gegründet, um im Bereich Spindelmotoren für Festplattenlaufwerke neue Entwicklungen voranzutreiben und mit deren Produktion und Vertrieb auf dem Weltmarkt erfolgreich zu sein.
Im August 1993 übernahm Minebea alle Anteile der PM DM und wurde somit alleiniger Eigentümer des Forschungs- und Entwicklungszentrums, das damals noch in Spaichingen, Kreis Tuttlingen, angesiedelt war. In den darauf folgenden Jahren konnte sich das Unternehmen durch erfolgreiche Entwicklungen im Bereich Spindelmotortechnologie sowie Fertigungs- und Messtechnik aus Deutschland, kombiniert mit Präzisionsteilefertigung und Großserien-Know-how aus Japan einen weltweiten Namen in der Computerindustrie sichern und den Weltmarktanteil bei Spindelmotoren für Festplattenlaufwerke stark ausbauen. Heute verfügt die Minebea in ihren Werken in Südostasien über eine Fertigungskapazität von 6 bis 9 Millionen Motoren pro Monat und ist damit zweitgrößter Lieferant für Spindelmotoren in Festplatten weltweit. Am 1. Oktober 2019 erfolgte die Umfirmierung in MinebeaMitsumi Technology Center Europe GmbH.
In dem 2000 errichteten Forschungszentrum in Villingen-Schwenningen, welches 2004 durch einen Anbau erweitert wurde, sind mehr als 350 Mitarbeiter beschäftigt (Stand 2017), in erster Linie Wissenschaftler, Ingenieure und Techniker. Auf einer Fläche von mehr als 11.000 m² entwickeln diese neben Spindelmotoren und Energy-Harvester-Systemen auch bürstenlose Gleichstrommotoren für Automobile sowie spezielle Industrieanwendungen.
Neben der Forschung an neuen Produkten und der Entwicklung von Industrie- und Spindelmotoren gehört die Herstellung von Prototypen und Mustermotoren zum eigentlichen Kerngeschäft. Teilefertigung, Montage, Analyse und Qualifizierung erfolgt dabei nahezu vollständig am Standort Villingen-Schwenningen. Die meisten für die Großserienproduktion erforderlichen Maschinen und Vorrichtungen entwickelt und fertigt PMDM in eigener Regie. Das Spektrum an Produktionsanlagen umfasst dabei Montage- und Klebevorrichtungen, automatische Präzisionspressen, Maschinen für die Lagerbefüllung im Feinvakuum, Messgeräte zur Bestimmung des Ölfüllstandes, CO2-Reinigungsanlagen, Geräte zur Messung verschiedener mechanischer und elektrischer Motorparameter (wie z. B. Schlag, Unwucht, Parallelität, Stromaufnahme etc.) und Dichtheitsprüfvorrichtungen.
Die MinebeaMitsumi Technology Center Europe GmbH hat seit seiner Gründung viele Patente angemeldet. Das Unternehmen zählt zu den Top 20 der Innovationsträger für Elektromobilität. Es ist Mitglied im Fachverband microTEC Südwest e. V.

## NMB-MINEBEA-GmbH Langen
Im hessischen Langen hat die NMB-MINEBEA-GmbH ihren Sitz. Sie wickelt den Großhandel mit Minebea-Produkten ab, insbesondere mit Miniatur-Kugellagern, Gelenk- und sphärischen Lagern, Axiallüftern und Gebläsen, Schritt-DC-Bürsten und elektronisch kommutierten Gleichstrommotoren sowie von Backlight-Invertern und Hintergrundbeleuchtungen für LCD-Fernseher.

## Veröffentlichungen
- Erfinderaktivitäten 2007/2008
- The cluster Microtec Southwest (Mikrosystemtechnik Baden-Württemberg e. V.)